# Georgetown, Guyana
Georgetown är huvudstad och största stad i republiken Guyana i norra Sydamerika, vid floden Demeraras mynning i Atlanten. Vid folkräkningen 2012 hade staden cirka 25 000 invånare, inklusive förorter cirka 120 000 invånare. Hälften av invånarna är av indisk härkomst. Georgetown är landets administrativa och kommersiella centrum. Över hamnen utskeppas jordbruksprodukter som socker och ris samt bauxit, guld och diamanter från Guyanas inland. 
Georgetown grundades med namnet Stabroek av nederländska nybyggare, och döptes 1812 om till Georgetown av de brittiska trupper som ockuperade kolonin under napoleonkrigen. År 1842 fick Georgetown stadsprivilegier.